# YAML (Framework)
YAML (Yet Another Multicolumn Layout) ist ein CSS-Framework und -Tutorial und stellt ein browserübergreifendes Grundgerüst zur Verfügung. Es ermöglicht Webdesignern eine barrierearme Webseite mit vergleichsweise geringem Aufwand zu erstellen. Für verschiedene Content-Management-Systeme existieren Integrationen des YAML-Basislayouts, u. a. für WordPress, LifeType, TYPO3, Joomla, xt:Commerce oder Drupal.
Ab Version 2.2 wird YAML unter der Creative Commons Attribution 2.0 Lizenz (CC-BY 2.0) veröffentlicht. Für den kommerziellen Einsatz des Frameworks stehen alternativ zwei kostenpflichtige Lizenzmodelle zur Verfügung.

## CMS-Templates auf YAML-Basis
Für das YAML-Framework existieren eine Reihe von Vorlagen (auch engl. „Templates“ genannt), u. a. für verschiedene CMS- und Shop-Systeme wie
- TYPO3[1]
- Drupal
- Joomla[2]
- Zikula
- DotNetNuke[3]
- xt:Commerce
- phpwcms
- ExpressionEngine
- Contenido
- MODX
- Papoo CMS
- Papaya CMS
- PostNuke
- Serendipity
- Contao (früher TYPOlight)
- WordPress
- ZMS

## YAML Builder
Für das YAML-Framework existiert der sogenannte YAML Builder, ein Werkzeug zur Erstellung YAML-basierter CSS-Layouts. Als eigenständige Webseite in Form eines WYSIWYG-Programm zeigt es Anpassungen direkt im Browser an und liefert als Ergebnis das HTML und den notwendigen CSS-Code, die für die entsprechende Gestaltung benötigt wird.

## Zusammenarbeit mit jQuery
YAML wird ab der Version 3.0 mit jQuery ausgeliefert. jQuery ist ein JavaScript-Framework, um Webseiten dynamisch (im Browser) zu verändern und zu animieren. Die Abstimmung beider Frameworks vereinfacht die Entwicklung dynamischer Webseiten.